# Гоф'є

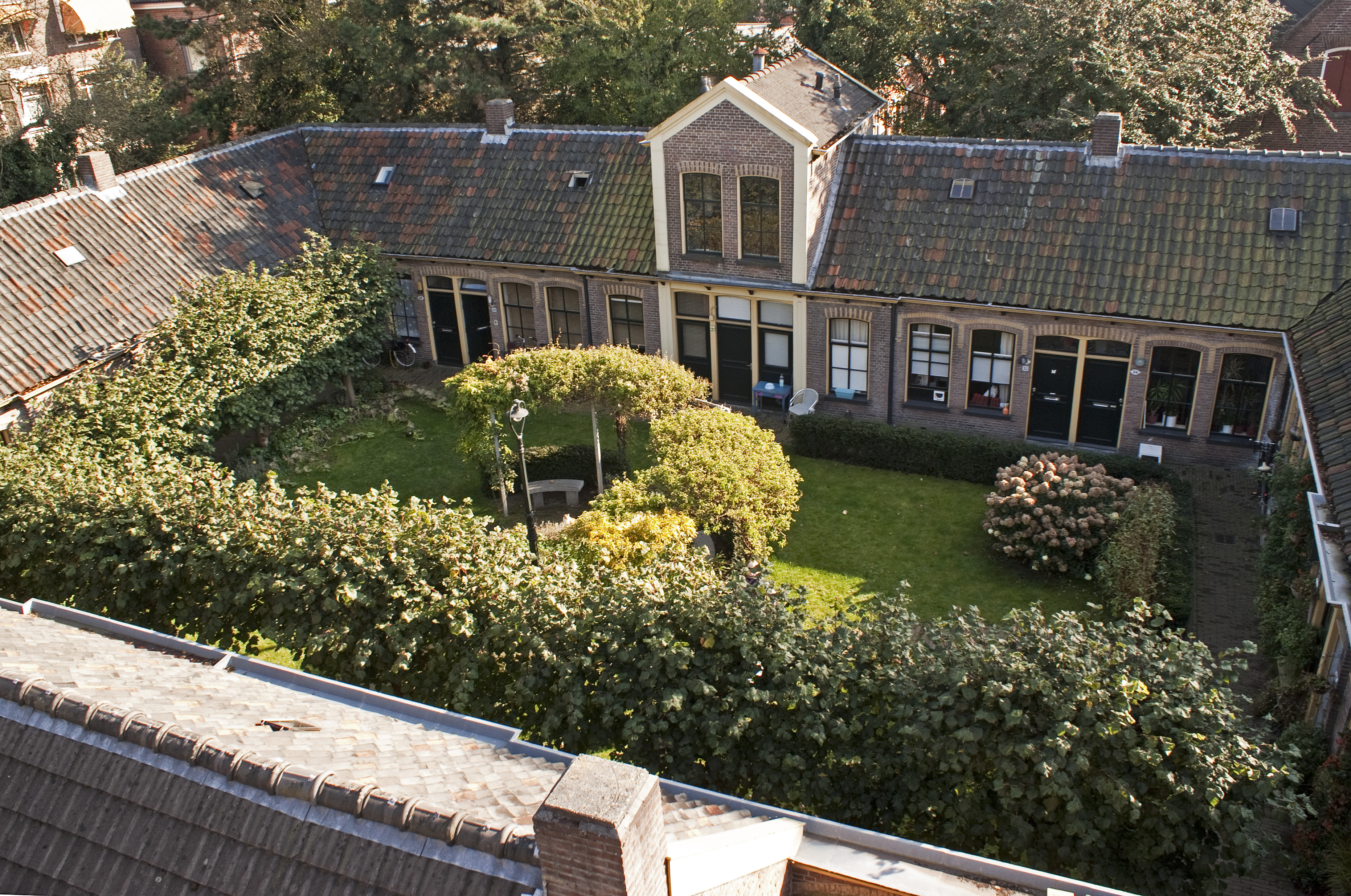
Гоф'є «Middengasthuis» у Гронінгені

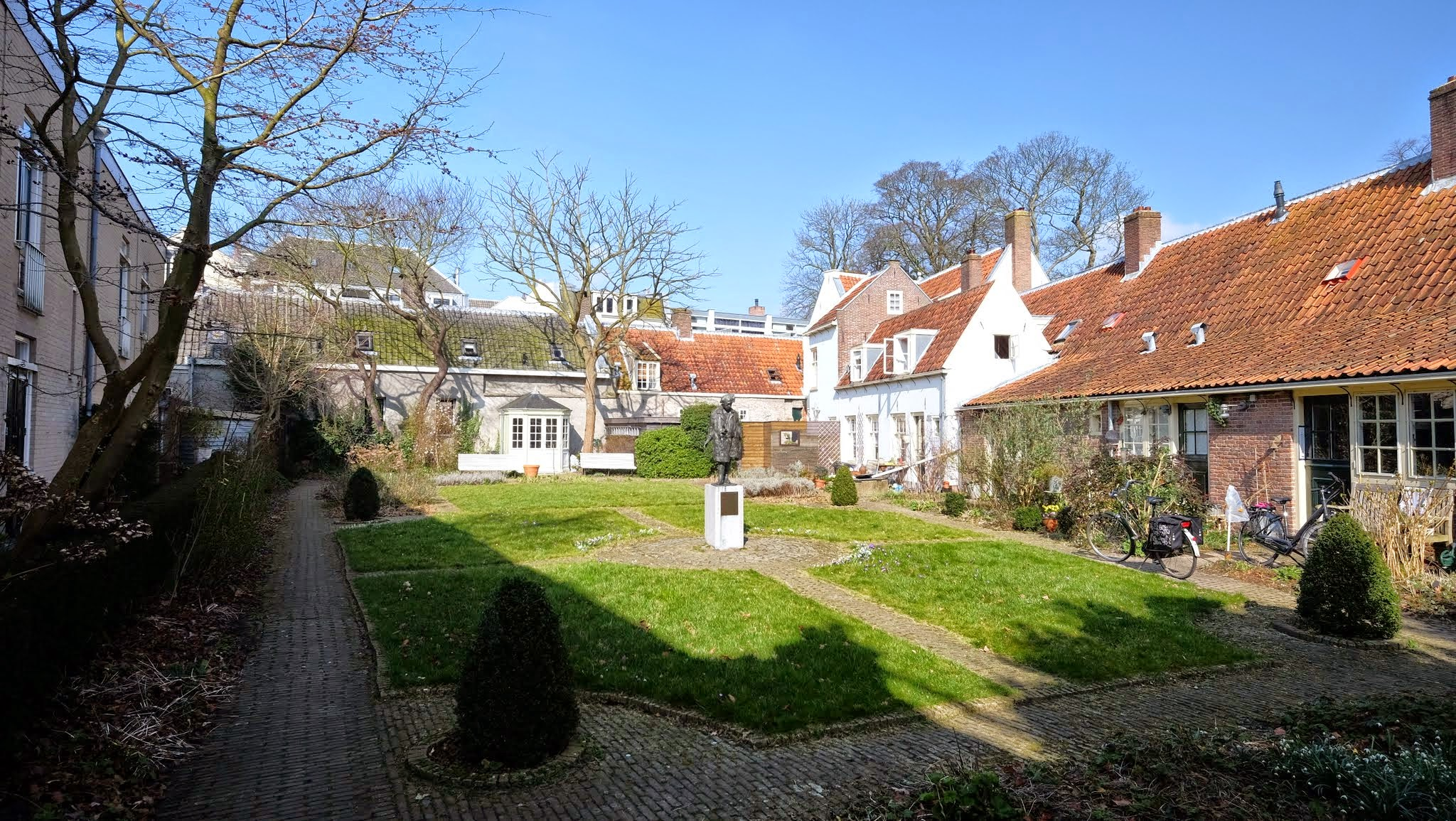
Гоф'є в Утрехті

Гоф'є (нід. Hofje) — внутрішній дворик чи патіо у Нідерландах, будівля для людей похилого віку, хворих та незаможних, побудована на приватні пожертвування.

## Історія

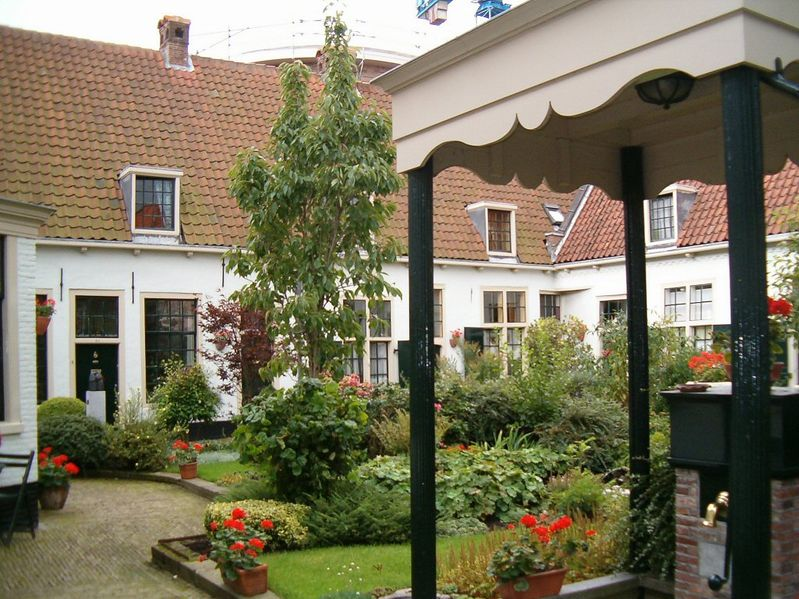
Гоф'є ван Бакенес чи «Бакенессеркамер» у Гарлемі

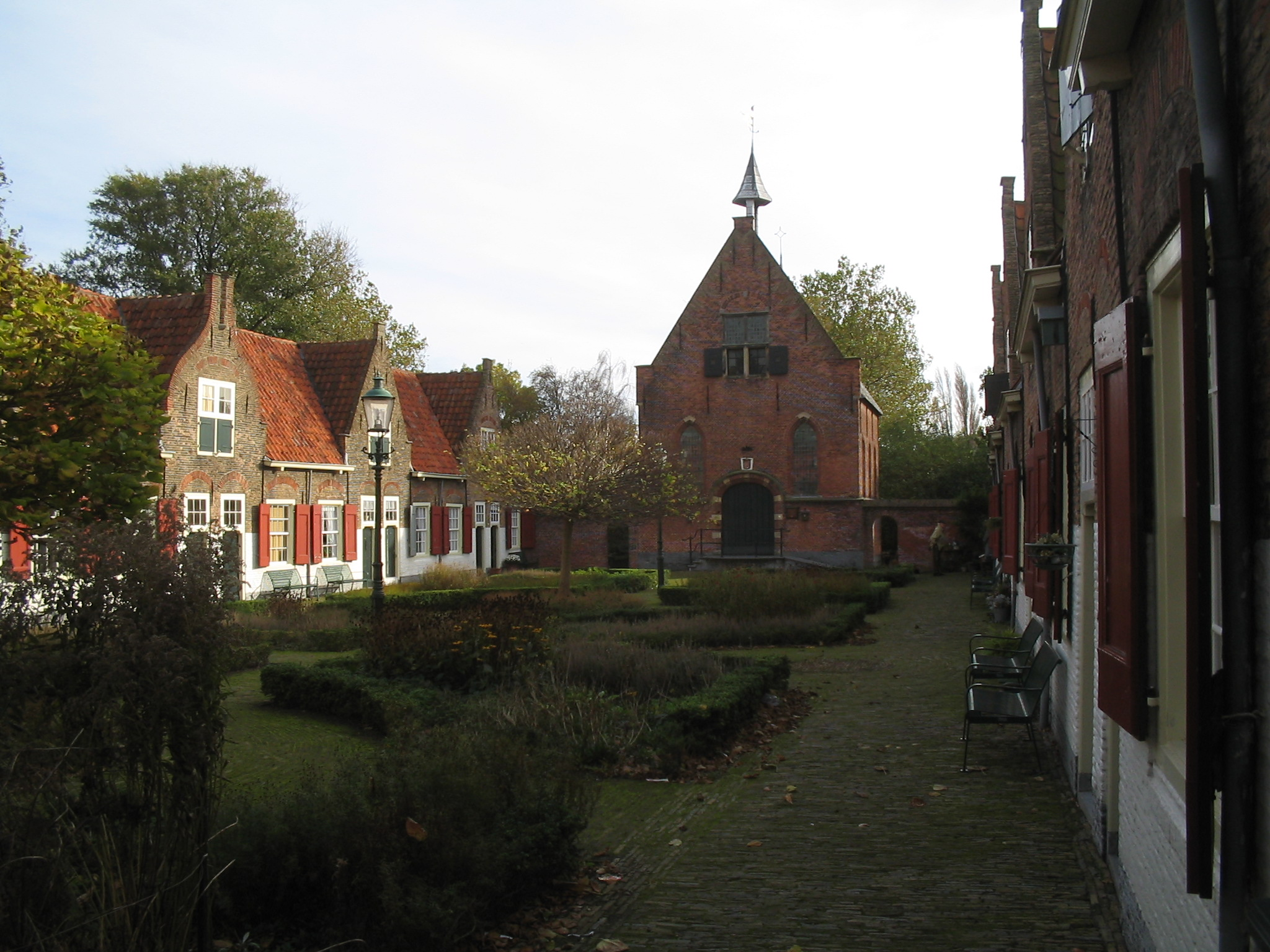
Гоф'є у Налдвейку

Перші гоф'є з'явилися у Нідерландах в XIV столітті, і згодом стали типовою спорудою для Північної та Південної Голландії. Найстарішим збереженим до наших днів гоф'є вважається «Бакенессеркамер» (нід. Bakenesserkamer) у Гарлемі, який був заснований у 1395 році. Гот'є також можна зустріти й у Фландрії.

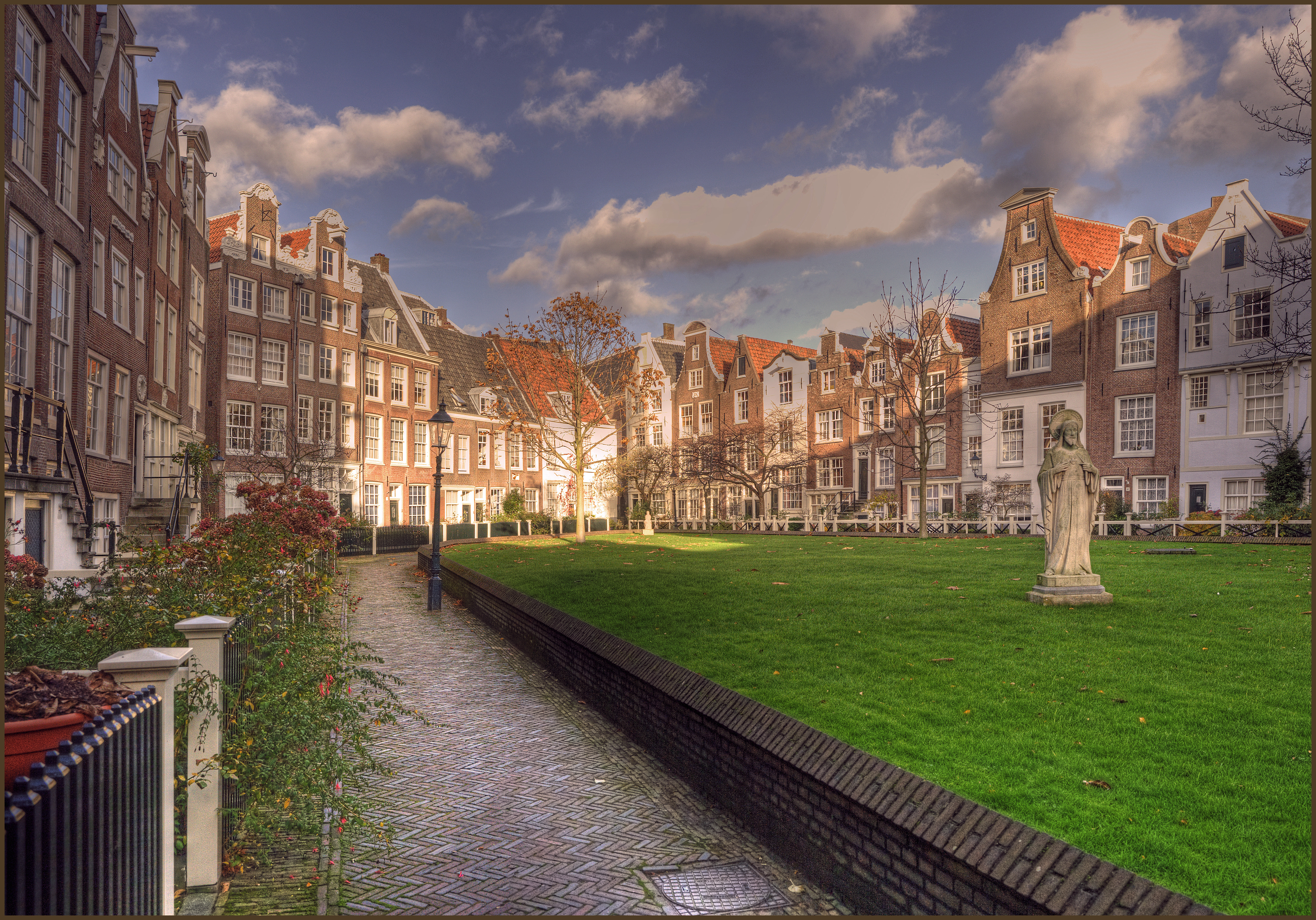
Гоф'є «Беґінгоф» у Амстердамі

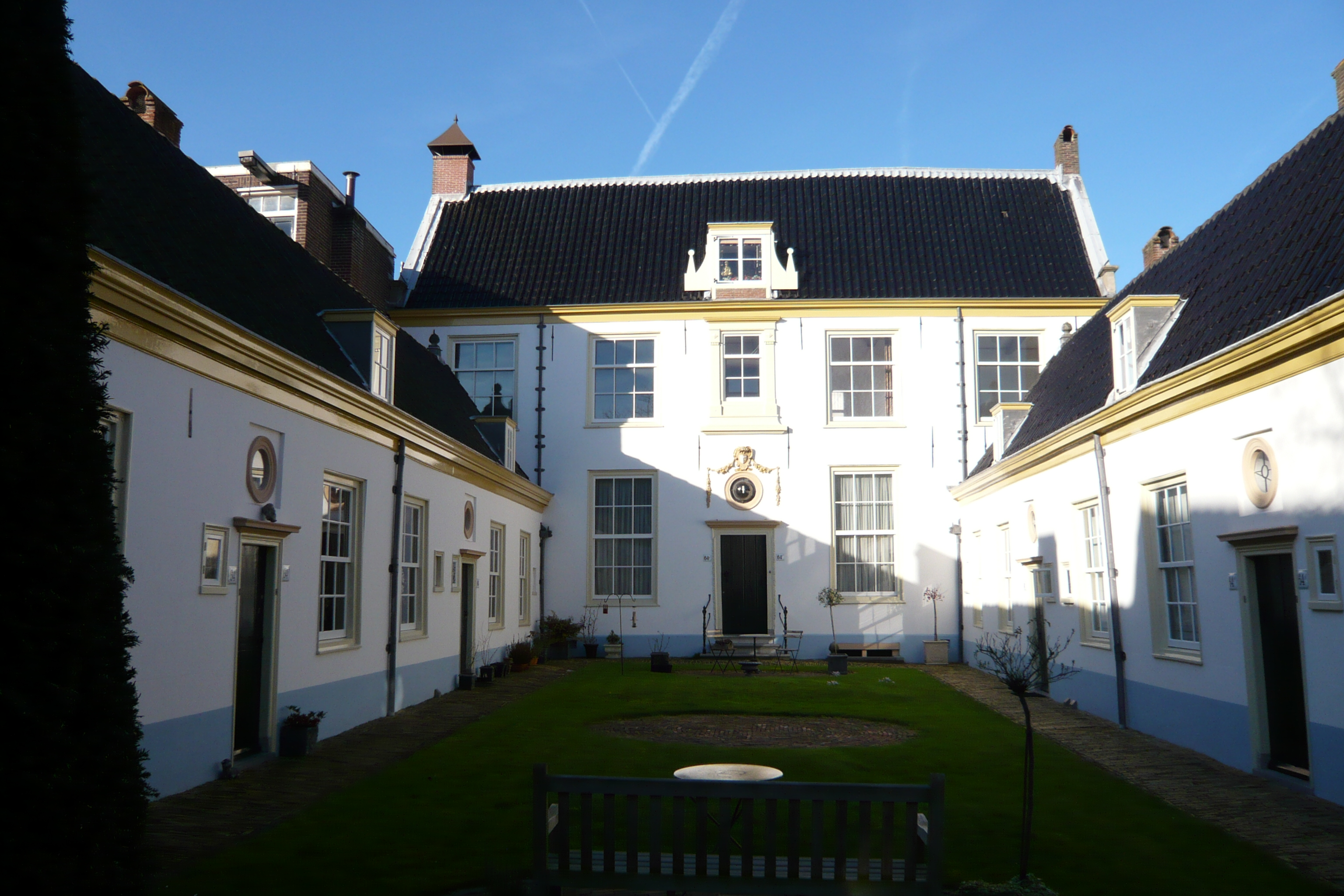
Гоф'є «Вроуве-ен Антоні Ґастгюйс» у Гарлемі

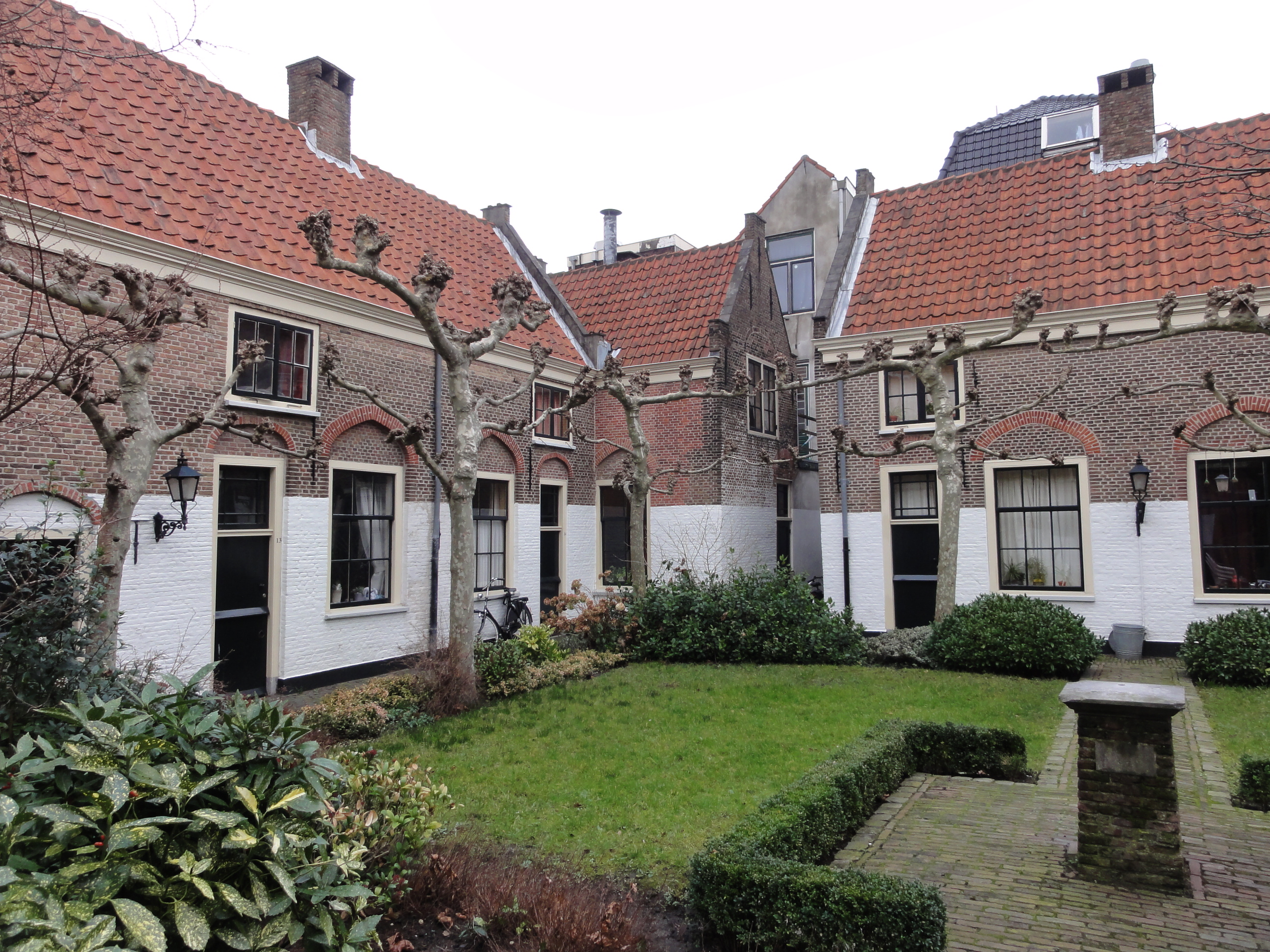
Гоф'є «Сінт-Сальваторгоф»

У середні віки гоф'є були дуже поширені. Зазвичай використовувались для самотніх літніх жінок. Будівництво велося за рахунок заможних містян, які, зазвичай, зазначали кошти на створення гоф'є у своєму заповіті, тому багато гоф'є були створені вже після смерті своїх меценатів.
У кожному з гоф'є були свої опікуни (регенти). Перші регенти призначалися засновником гоф'є. У разі смерті одного з регентів, призначали нового. У багатьох двориках було спеціальне приміщення для зборів ради опікунів, яку називали  кімнатою регентів. Зазвичай піклувальна рада гоф'є складалася з чотирьох регентів. У гот'є також були правила, виконання яких було обов'язково, інакше постояльця могли виселити.
Більшість гоф'є були призначені тільки для самотніх старих жінок (вдів та «старих дів»), але деякі гоф'є надавали притулок для старих сімейних пар та самотніх старих чоловіків. Обов'язковою умовою таких гоф'є було те, що у разі смерті чоловіка, вдова зобов'язана була покинути гоф'є, однак, вдівець мав право залишитися тут жити, хоча йому заборонялося одружуватися. З 1803 року вдовам також дозволили залишатися мешкати у гоф'є. Мінімальний вік мешканців, в залежності від гоф'є, коливався від сорока до сімдесяти років.
Мешканцем гоф'є могли стати тільки люди з бездоганною репутацією. Також були й інші обмеження, такі як: віросповідання чи приналежність до певних соціальних груп чи професій. Мешканці гоф'є не платили за проживання, але самі повинні були себе забезпечувати їжею, одягом, тощо. Хоча регенти регулярно робили подарунки мешканцям гоф'є, надавали їжу, одяг, гроші, проте для виживання цих подарунків було недостатньо.
Типове гоф'є — це архітектурний ансамбль, що складається з невеликих будиночків, які оточують внутрішній двір. Із зовнішнім світом дворик з'єднаний одною чи двома брамами, які зазвичай замикалися на ніч. Архітектурний ансамбль двориків дуже схожий на фламандські беґейнгофи. Будиночки у гоф'є зазвичай складалися з однієї невеликої кімнати, яка також слугувала й кухнею, комори та горища. Будиночки не мали окремих убиралень, замість них були загальні для всього гоф'є.

## Сучасність
Нині у Нідерландах збереглося приблизно сто п'ятдесят гоф'є, деякі з яких понині використовуються як соціальне житло, хоча вже й не безкоштовне. Багато гоф'є нині є у приватній власності, особливо у Гаазі. Хоча є й такі, що використовуються за іншим призначенням. Так у гоф'є «Беґінгоф» в Гарлемі діє будинок розпусти.
Багато діючих гоф'є відносяться до XVII-XVIII століть та є пам'ятками, які включені до національного реєстру пам'яток.